# Alto Rio Novo
Alto Rio Novo is een gemeente in de Braziliaanse deelstaat Espírito Santo. De gemeente telt 6.172 inwoners (schatting 2009).